# Historisches Museum von Ho-Chi-Minh-Stadt

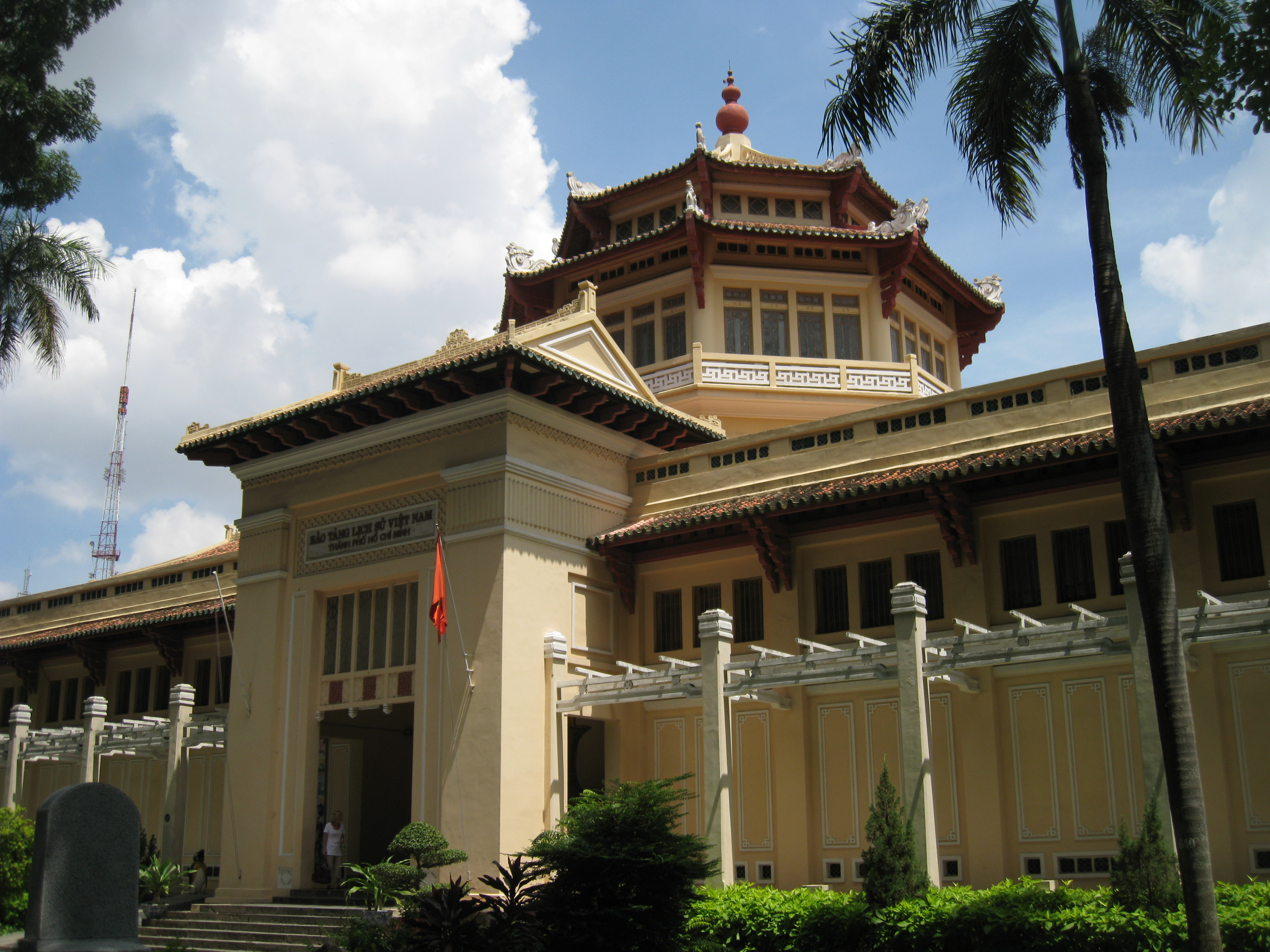
Historisches Museum (HCMC)

Das Historische Museum von Ho-Chi-Minh-Stadt (vietnamesisch Bảo tàng Lịch sử Thành phố Hồ Chí Minh) ist ein historisches Museum in Ho-Chi-Minh-Stadt (früher Saigon), Vietnam. Es wurde 1929 gegründet und ist eines der ältesten Museen des Landes.

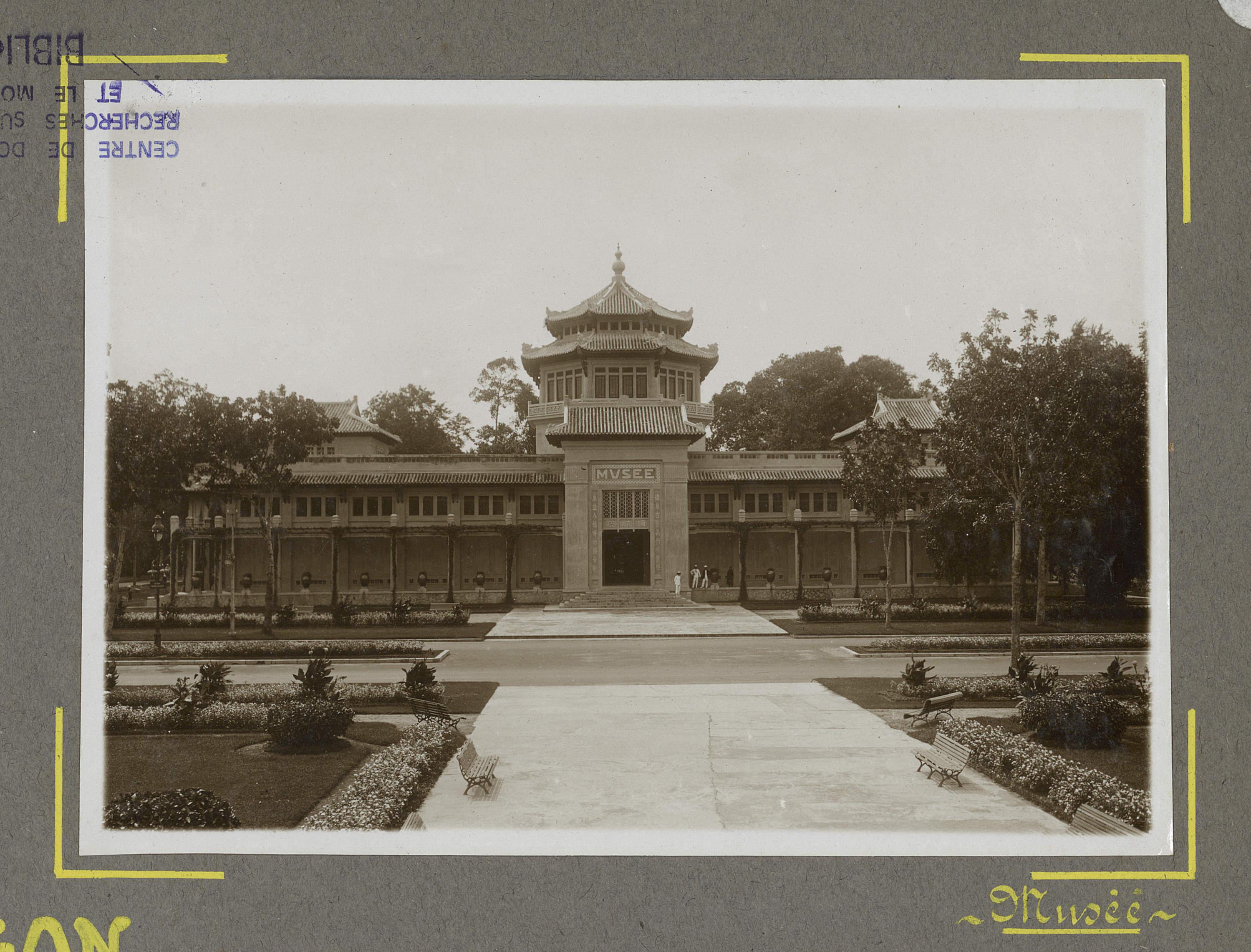
Das Musée in einer Aufnahme von 1930

Die Sammlungen des Museums decken die Geschichte Vietnams von der Vorgeschichte bis zur Gegenwart ab. In einem Gebäude aus der Kolonialzeit sind auf zwei Etagen viele Tausend Artefakte und Exponate ausgestellt.
Es sind Exponate über das prähistorische Vietnam, die alten Kulturen im Delta des Roten Flusses und die Königreiche Champa und Khmer ausgestellt. Auch die Entwicklung des Buddhismus und des Hinduismus in Vietnam sowie die Auswirkungen des chinesischen und westlichen Kolonialismus sind hier zu sehen.
In anderen Sälen werden die Geschichte Vietnams vom 10. Jahrhundert bis zur Gegenwart behandelt. Zu sehen sind Exponate über die Tran- und Nguyen-Dynastien, den Tay-Son-Aufstand und den Kampf um die Unabhängigkeit von der französischen Kolonialherrschaft. Das Museum zeigt auch Exponate über den Vietnamkrieg, darunter Waffen, Fotos und Dokumente.
Neben den ständigen Sammlungen bietet das Museum auch Wechselausstellungen und Bildungsprogramme an. Außerdem gibt es einen Souvenirladen, in dem Bücher, Postkarten und Andenken an die vietnamesische Geschichte und Kultur verkauft werden.

## Ausstellungstafel

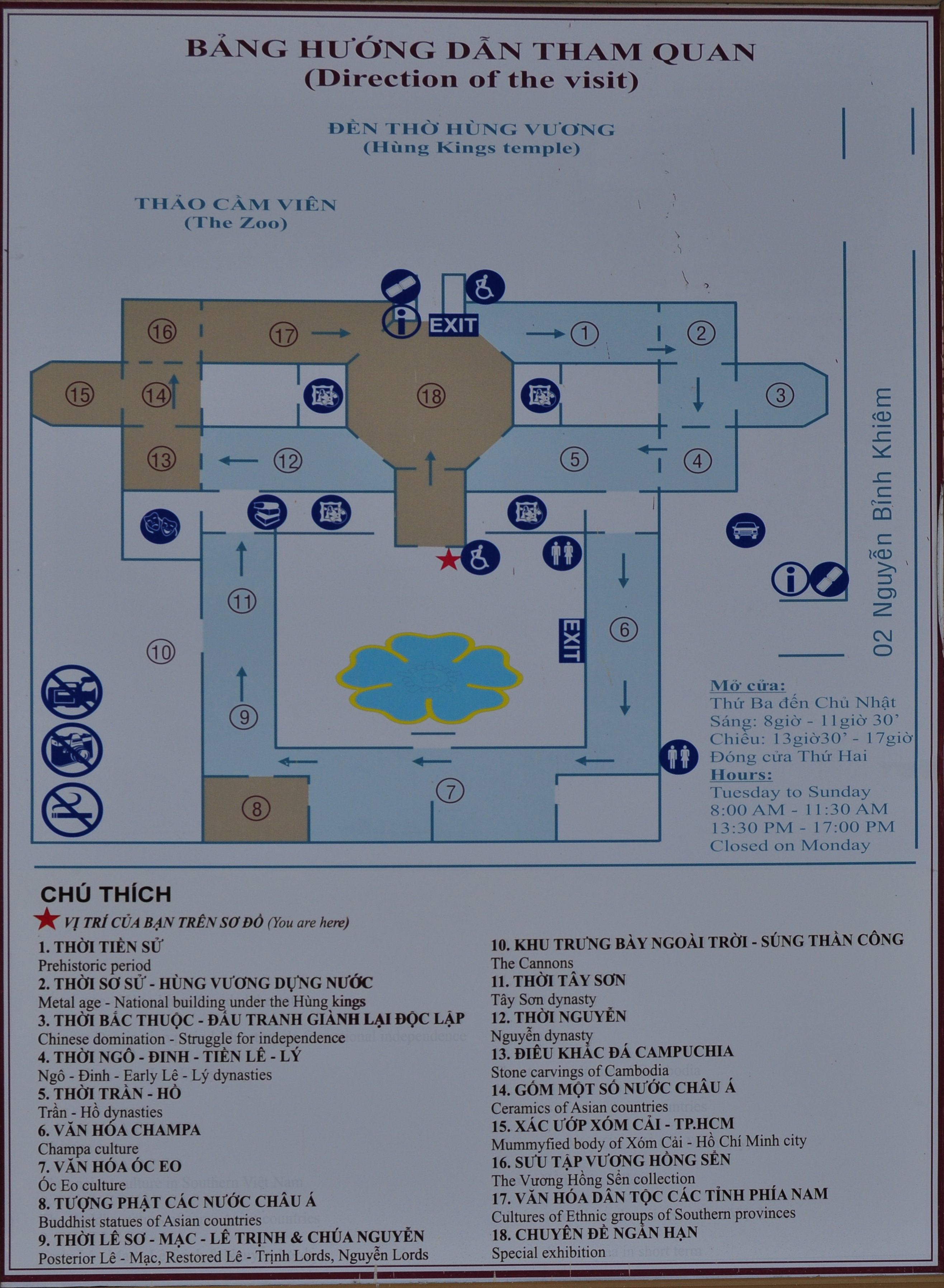
Diagramm mit vorgeschlagener Besuchsroute

Die Bereiche der Ausstellung (Räume/Säle) des Museums gliedern sich der Tafel zufolge folgendermaßen (in Teilen gelegentlich wechselnd):
- 1 Prähistorische Periode
- 2 Metallzeit – Nationalgebäude unter den Hùng-Königen
- 3 Chinesische Vorherrschaft – Kampf um die Unabhängigkeit
- 4 Ngô – Đinh – Frühere Lê – Lý-Dynastien
- 5 Trần – Hồ-Dynastien
- 6 Champa-Kultur
- 7 Óc-Eo-Kultur
- 8 Buddhistische Skulpturen asiatischer Länder
- 9 Spätere Lê – Mạc – restaurierte Lê – Trịnh-Lords – Nguyễn-Lords

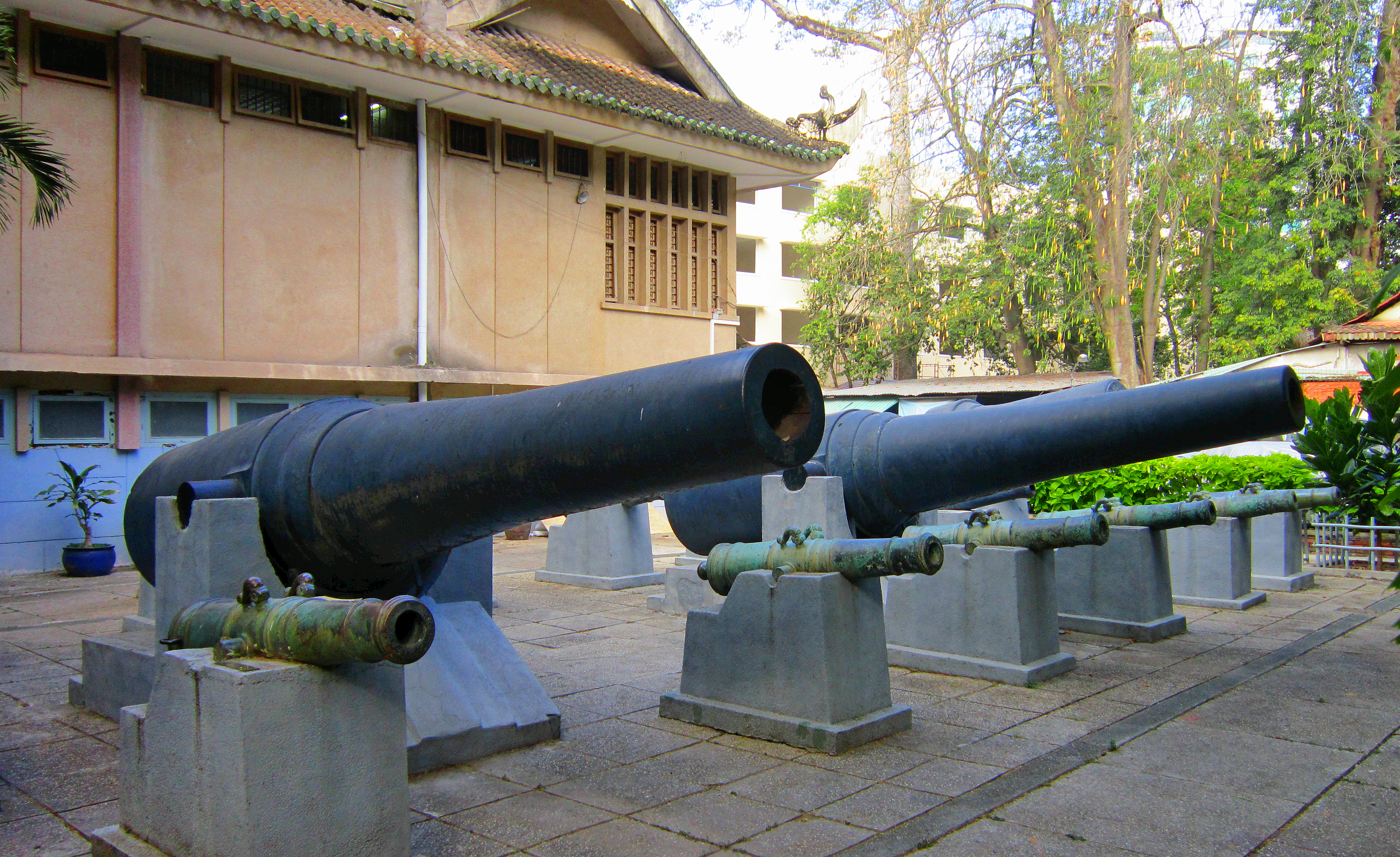
Ausgestellte Kanonen der französischen Armee neben den Kanonen der vietnamesischen Armee aus dem 19. Jahrhundert im Außenbereich des Museums

- 10 Ausstellungsbereich im Freien – Kanonen
- 11 Tây-Sơn-Dynastie
- 12 Nguyễn-Dynastie
- 13 Steinschnitzerei aus Kambodscha
- 14 Keramik asiatischer Länder
- 15 Mumifizierter Körper von Xóm Cải – Ho-Chi-Minh-Stadt
- 16 Sammlung Vương Hồng Sển
- 17 Sammlung von Kulturen aus den südlichen Provinzen
- 18 Sonderausstellung